# 西德尼·范登贝赫
西德尼·范登贝赫，OC, FRS（荷蘭語：Sidney Van den Bergh，1929年5月20日—），出生于荷兰瓦塞纳尔，加拿大天文学家。

## 奖项和荣誉
奖项
- 当选皇家学会会士 (1988年)
- 国家研究理事会主席科学奖章 (1988年)[1]
- 亨利·诺里斯·罗素讲座 (1990年)
- 基拉姆奖 (1990年)[2]
- 加拿大勋章 (1994年)[1]
- 卡莱尔·S·比尔斯奖 (1998年)
- 布鲁斯奖章 (2008年)
- 格鲁伯宇宙学奖 (2014年)[3]

以他的名字命名的事物
- 小行星 4230 范登贝赫[4]
- 范登贝赫彗星 (由范登贝赫本人于1974年发现)[1]